# Anka Levec
Anka Levec, slovenska učiteljica in pedagoginja, * 1897, † 1980. 
Anka je bila najmlajša hči literarnega zgodovinarja Ivana Levca. Zaposlena je bila kot učiteljica ročnih del na Pomožni šoli za slabo nadarjene otroke v  Ljubljani, aktivna pa je bila tudi v številnih socialnih, učiteljskih in narodnoobrambnih društvih.